# Гидрофторуглерод

Фторметан

Гидрофторуглероды ― искусственные органические соединения, содержащее атомы фтора и водорода, одни из самых распространённых фторорганических соединений.
Большинство гидрофторуглеродов представляют собой газы комнатной температуры и давления, часто используемые в кондиционировании воздуха, а также в качестве хладагентов: наиболее используемым хладагентом-гидрофторуглеродом является тетрафторэтан.
Для содействия восстановлению озонового слоя были приняты гидрофторуглероды, чтобы заменить хлорфторуглероды, которые были постепенно выведены из употребления в соответствии с Монреальским протоколом. Однако, возможно, что гидрофторуглероды всё же не вредят озоновому слою, как хлорфторуглероды, но всё же они могут способствовать глобальному потеплению: некоторые из гидрофторуглеродов, такие как трифторметан обладают в 11,7 тыс. раз большим потенциалом согревания, чем углекислый газ.

## Химия
Фторуглероды с небольшим количеством C–F связей ведут себя аналогично исходным углеводородам, но их реакционная способность может быть значительно изменена. Например, и урацил, и 5-фторурацил представляют собой бесцветные, высокоплавкие кристаллические вещества, но последний является мощным противораковым препаратом. Использование связи C-F в фармацевтике основано на этой измененной реакционной способности. Некоторые лекарственные средства и агрохимикаты содержат только один центр фтора или одну трифторметильную группу.

## Экологическое регулирование
В отличие от других парниковых газов, «включённых» в Парижское соглашение 2015 года, гидрофторуглероды «включены» в другие международные переговоры.
В сентябре 2016 года Нью-Йоркская декларация по лесам призвала к сокращению использования гидрофторуглеродов. 15 октября 2016 года, в связи с тем, что они могут вызвать глобальное потепление, участники переговоров из 197 стран, собравшихся на саммите программы ООН по окружающей среде в Кигали, достигли юридически обязательного соглашения о поэтапном отказе от гидрофторуглеродов в рамках поправки к Монреальскому протоколу. По состоянию на февраль 2020 года 16 штатов США запрещают или постепенно сокращают производство гидрофторуглеродов.
Закон о ликвидации последствий COVID-19, который включал в себя меру, требующую от производителей химической продукции поэтапного сокращения производства и использования гидрофторуглеродов, был принят палатой представителей США и сенатом США 21 декабря 2020 года. Агентство по охране окружающей среды США подписало окончательное правило о поэтапном сокращении гидрофторуглеродов 23 сентября 2021 года.